# سد تاكيتاني إيك
سد تاكيتاني إيك (باليابانية: Takitaniike) هو سد ترابي يقع في محافظة ميه في اليابان. يستخدم السد للري بمساحة 11 هكتارًا عند اكتماله ويمكنه تخزين 800 ألف متر مكعب من المياه تم الانتهاء من بناء السد في عام 1955.